# Super Shore
Super Shore es un programa de telerrealidad de MTV España y MTV Latinoamérica. Se trata de otra adaptación del programa estadounidense Jersey Shore, aunque en esta se mezclan participantes de Gandía Shore y Acapulco Shore, partes de la franquicia de MTV provenientes de España y México.

## Producción
Dos años después del final de Gandía Shore y varias semanas después de anunciar la vuelta de Alaska y Mario a MTV, el canal y las productoras Magnolia TV y Bulldog TV confirmaron la vuelta del formato a España con una segunda temporada, surgida a partir de una alianza entre MTV South Europe y MTV Latinoamérica. En este caso, las grabaciones se trasladarían a la isla de Ibiza, cambiando el nombre del programa por Ibiza Shore.
En el nuevo programa se contaría con un grupo que combinaría a varios participantes de Gandía Shore y Acapulco Shore, versiones española y mexicana del programa Jersey Shore, formato original de origen estadounidense.
De este modo, un nuevo programa volvería para el arranque de la temporada televisiva 2015/2016.
Tras la oposición emprendida por instituciones públicas, organismos como la federación de pymes y empresarios de Ibiza MTV anunció su renuncia a grabar el programa Ibiza Shore en la localidad de las Islas Baleares. La cadena argumentó en un comunicado que "Debido a una serie de circunstancias que no podemos controlar, el próximo programa de la franquicia Shore no se grabará en Ibiza".
Luego de estos acontecimientos, finalmente la cadena MTV y las productoras Magnolia TV y Bulldog TV decidieron que las grabaciones del programa se darían desde diversos puntos de la costa del Mediterráneo y que su denominación sería Super Shore.
La tercera entrega del programa contó con un nuevo equipo de producción, siendo este La Competencia.
Después de la tercera temporada, el programa se encuentra en un estado desconocido, MTV no ha dado ninguna declaración sobre el futuro del programa. 

## Temporadas
| Año  | Temporadas  | Ubicación                   | N.º de Episodios |
| ---- | ----------- | --------------------------- | ---------------- |
| 2016 | Temporada 1 | Mykonos, Madrid & Barcelona | 15               |
| 2016 | Temporada 2 | Marbella                    | 15               |
| 2017 | Temporada 3 | Rimini, Roma & Venecia      | 13               |

### Temporada 1 (2016)
La grabación de Super Shore comenzó a finales de agosto de 2015. Se confirmó que se hospedarían en Grecia y parte de España. También se conoció que la fecha para su estreno estaría prevista para el 2 de febrero de 2016.
El programa se estrenó al público televidente en simultáneo el 2 de febrero de 2016 en las cadenas MTV Latinoamérica, MTV España y MTV Francia como se tenía previsto inicialmente.
En Latinoamérica, por medio de la plataforma de streaming de MTV Latinoamérica denominada MTV Play se emitieron todos los episodios de Super Shore dos días antes de su estreno en televisión (a partir del segundo episodio), de forma gratuita y sin costo extra.
El reparto estuvo conformado por: Abraham García, Arantxa Bustos y Esteban Martínez de Gandía Shore, Fernando Lozada, Karime Pindter, Luis Caballero y Manelyk González de Acapulco Shore, Igor Freitas de Are You The One? Brasil, y Elettra Lamborghini.

### Temporada 2 (2016-2017)
El 16 de junio de 2016 se anunció la renovación del programa para una segunda temporada, debido a los buenos resultados obtenidos con la primera temporada. Esto se dio a conocer por medio de las redes sociales de las cadenas MTV España y MTV Latinoamérica. Se estrenó en Latinoamérica el 18 de octubre de 2016 y en España el 23 del mismo mes, el lugar de grabación fue Marbella, España.
MTV dio a conocer que el elenco sería el mismo reparto con excepción de Karime Pindter y debido a asuntos personales, en su lugar Talía Loaiza de Acapulco Shore se uniría al programa. Más adelante Karime Pindter regresaría al reality acompañada de José Labrador de Gandía Shore.

### Temporada 3 (2017)
En marzo de 2017, fue confirmada una tercera temporada del programa. La italiana Elettra Lamborghini fue la primera participante confirmada en el reparto. MTV España confirmó que la tercera temporada se grabaría en Rímini, Italia.Posteriormente se confirmó que Karime Pindter, Igor Freitas y Luis Caballero también estarían esta temporada y se aclaró que Esteban Martínez, Fernando Lozada, José Labrador, Manelyk González y Talía Loaiza no participarían en la misma. Abraham García y Arantxa Bustos aparecerían.
MTV España, a través de su página oficial, confirmó que Danik Michell y Víctor Ortiz de Acapulco Shore se sumarían al programa, así como también Adela Hernández, Isaac Torres y Jaime Ferrera, todos de nacionalidad española. Eva Kiwirose, quien participó en el reality show de MTV Francia Super Shore Over tou-i. Paula González, de nacionalidad española, también se sumó al reality.

## Reparto
Para la aparición del reparto a lo largo del programa, busque Aparición del reparto durante los episodios.
| Nombre                 | Procedencia      | Franquicia             | Temp.  | Episodios |
| ---------------------- | ---------------- | ---------------------- | ------ | --------- |
| Elettra Lamborghini    | Milán            | –                      | 1–3    | 39        |
| Igor Freitas           | Minas Gerais     | –                      | 1–3    | 39        |
| Luis "Potro" Caballero | Ciudad de México | Acapulco Shore         | 1–3    | 36        |
| Arantxa Bustos         | Madrid           | Gandía Shore           | 1–2, 3 | 29        |
| Abraham García         | Madrid           | Gandía Shore           | 1–2, 3 | 28        |
| Karime Pindter         | Ciudad de México | Acapulco Shore         | 1, 2–3 | 27        |
| Esteban Martínez       | Valencia         | Gandía Shore           | 1–2    | 26        |
| Manelyk González       | Ciudad de México | Acapulco Shore         | 1–2    | 26        |
| Fernando Lozada        | Ciudad de México | Acapulco Shore         | 1–2    | 21        |
| Talía Loaiza           | Ciudad de México | Acapulco Shore         | 2      | 13        |
| José Labrador          | Pt.Sagunto       | Gandía Shore           | 2      | 4         |
| Danik Michell          | Monterrey        | Acapulco Shore         | 3      | 13        |
| Adela Hernández        | Madrid           | –                      | 3      | 13        |
| Jaime "Ferre" Ferrera  | Huelva           | –                      | 3      | 13        |
| Isaac Torres           | Barcelona        | –                      | 3      | 13        |
| Víctor Ortiz           | Chiapas          | Acapulco Shore         | 3–     | 13        |
| Eva Kiwirose           | Toulouse         | Super Shore Over tou-i | 3      | 6         |
| Paula González         | Madrid           | –                      | 3      | 4         |
| Reparto recurrente     |                  |                        |        |           |
| Nombre                 | Procedencia      | Franquicia             | Temp.  | Episodios |
| Luis "Jawy" Méndez     | Oaxaca           | Acapulco Shore         | 1      | 2         |
| Chloe Ferry(en)        | newcastle        | Geordie Shore          | 2      | 1         |
| Kyle Christie          | South Shields    | Geordie Shore          | 2      | 1         |
| Brenda Zambrano        | Tamaulipas       | Acapulco Shore         | 3      | 3         |
| Tadeo Fernández        | Guadalajara      | Acapulco Shore         | 3      | 3         |

### Otras Apariciones
Los miembros del reparto han participado en otros programas de competencia incluso ante de formar parte de Super Shore:
- La Academia
  - Luis Caballero - Temporada 10 (2012) - 1° Eliminado
- La Venganza de los Ex Vip 2.   Isaac Torres - Temporada 2 (2023)
- Campamento de Verano 2 (2023)
  - Esteban Martinez - Temporada 1 (2013) - 10° Eliminado
- Supervivientes
  - Abraham Garcia - Temporada 13 (2014) - Ganador
  - José Labrador - Temporada 14 (2015) - 2° Eliminado
  - Arantxa Bustos - Temporada 14 (2015) - 1° Eliminada
  - Jaime Ferrera - Temporada 19 (2020) - 5º Eliminado
- Doble Tentación
  - Abraham García - Temporada 1 (2017) - 2° Lugar
- Gran Hermano VIP (España)
  - Elettra Lamborghini - Temporada 5 (2017) - 13° Eliminada
- Reto 4 Elementos
  - Victor Ortiz - Reto 4 Elementos: La Búsqueda (2018) - Lesionado
- Resistiré
  - Manelyk González - Temporada 1 (2019) - 20° Eliminada
  - Isaac Torres - Temporada 1 (2019) - 14° Eliminado
- Exatlón Estados Unidos
  - Fernando Lozada - Temporada 4 (2020) - 11° Lugar
    - Exatlón Estados Unidos: Torneo de Temporadas
      - Fernando Lozada - Temporada 4 (2020) - Ganador
- La Casa Fuerte
  - Jaime Ferrera - Temporada 1 (2020) - 3.º Finalista
  - José Labrador - Temporada 1 (2020) - 2º Eliminado
- Guerreros (México)
  - Luis Caballero - Temporada 1 & 2 (2020-21) - Finalista
- La Isla de las Tentaciones
  - Isaac Torres - Temporada 3 (2021) - Finalista
    - La Última Tentación (España)
      - Isaac Torres - Temporada 1 (2021) - Abandonó
- La Casa de los Famosos
  - Manelyk González - Temporada 1 (2021) -  2° Lugar
  - Luis Caballero - Temporada 2 (2022) - 3° Eliminado
- Los 50
  - Fernando Lozada - Temporada 1 (2023) - 2° Finalista
  - Luis Caballero - Temporada 1 (2023) -  6º Finalista
  - Manelyk González - Temporada 1 (2023) -  39.ª eliminada